# گری (یکا)
گری یکای SI دوز جذبی در فیزیک پزشکی است.
{\displaystyle 1\ \mathrm {Gy} =1\ {\frac {\mathrm {J} }{\mathrm {kg} }}=1\ \mathrm {m} ^{2}\cdot \mathrm {s} ^{-2}}
۱Gy = ۱۰۰rad